# Ighiu
Ighiu je rumunská obec v župě Alba. Žije zde přibližně 6 500 obyvatel. Obec se skládá z pěti částí.

## Části obce
- Ighiu – 1 360 obyvatel
- Bucerdea Vinoasă – 835 obyvatel
- Ighiel – 883 obyvatel
- Șard – 2 496 obyvatel
- Țelna – 969 obyvatel